# Grupo Torras

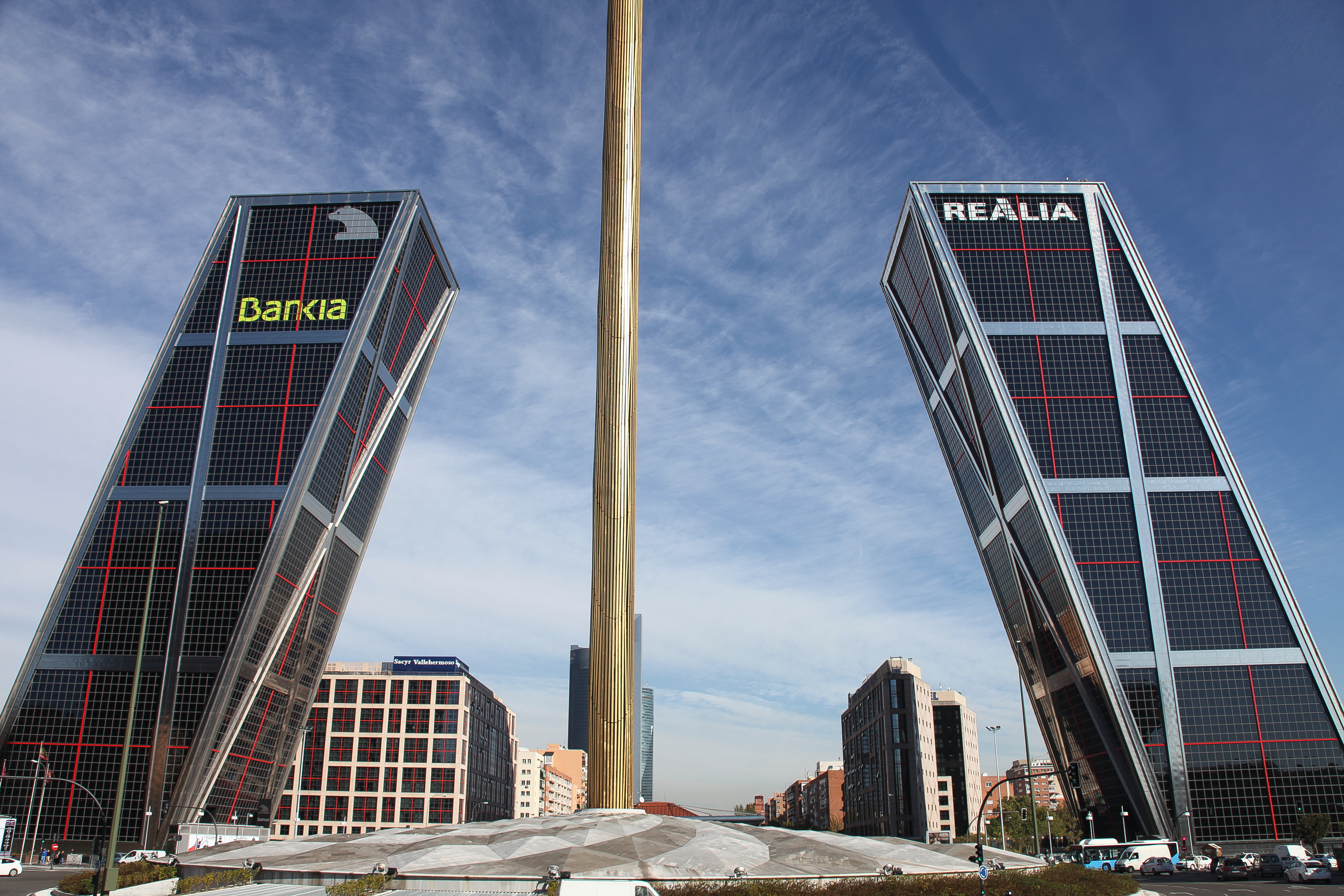
Vista de las torres KIO, en Madrid, cuya construcción fue promovida en gran parte por el grupo KIO.

El grupo Torras, también conocido coloquialmente como el grupo KIO, fue un grupo empresarial español que existió en las décadas de 1980 y 1990, constituyendo la filial española de la Kuwait Investments Office (KIO). Llegó a tener participación en varias empresas del sector industrial e inmobiliario. El grupo terminaría desapareciendo a comienzos de la década de 1990 víctima de graves problemas financieros, en medio de un gran escándalo de corrupción.

## Historia
En la década de 1980, al calor de la liberalización económica que implementó el gobierno de Felipe González, el capital kuwaití comenzó a entrar en España. Este tomó el control de la antigua empresa catalana Torras Hostench, en torno a la cual se fue articulando un grupo empresarial que controlaría a varias sociedades: Papelera del Mediterráneo; Cartón y Papel Recuperado; Cros S.A.; Ebro-Compañía de Azúcares y Alcoholes; Beta Capital; o Amaya Compañía de Seguros y Reaseguros. Uno de los artífices de este crecimiento fue el empresario Javier de la Rosa, hombre de confianza de los kuawaitíes en España. A finales de la década de 1980 el grupo Torras se convirtió en el accionista mayoritario del grupo Explosivos Río Tinto (ERT), forzando una fusión de este con la sociedad Cros para dar lugar al nuevo holding Ercros. A comienzos de la década de 1990 el grupo Torras constituía el mayor conglomerado industrial que operaba en España, controlado en un 77% por el capital kuwaití de KIO.
En junio de 1992 se produjo la dimisión de Javier de la Rosa como vicepresidente del grupo empresarial. A partir de entonces se sucedieron los acontecimientos. Un mes después Ercros y una de sus filiales, Fesa-Enfersa, se declararon en suspensión de pagos. A finales de año sería el propio Grupo Torras quien se declaró en suspensión de pagos, dejando tras de sí un agujero financiero que superaba los 500.000 millones de pesetas. Al tiempo que el capital kuwaití inició su repliegue de España surgieron acusaciones de que Javier de la Rosa se habría apropiado de una gran cantidad de dinero. Investigaciones posteriores también señalaron la participación de altos funcionarios kuwaitíes en el extravío financiero. El colapso del grupo Torras supuso la destrucción de unos 25.000 empleos en España.